# Goldbach-Altenbach
Goldbach-Altenbach (en alsacià Golbàch-Àltebàch) és un municipi francès, situat a la regió del Gran Est, al departament de l'Alt Rin. L'any 2005 tenia 292 habitants. Es formà el 1972 de la unió dels municipis de Goldbach i Altenbach.

## Demografia
| 1962 | 1968 | 1975 | 1982 | 1990 | 1999 |
| ---- | ---- | ---- | ---- | ---- | ---- |
| 180  | 231  | 183  | 177  | 210  | 252  |

## Administració
| Període   | Identitat       | Partit |
| --------- | --------------- | ------ |
| 2001-2008 | Marcel Girard   |        |
| 2008-     | Claudine Girard |        |